# پی‌درپی… دنیا با سکس زیباست
پی‌درپی… دنیا با سکس زیباست (ایتالیایی: Giro girotondo... con il sesso è bello il mondo) یک فیلم کمدی سکسی سبک ایتالیایی به کارگردانی اسکار براتسی است که در سال ۱۹۷۵ منتشر شد. از بازیگران فیلم می توان به روسانو براتسی، پاتریتسیا وبلی، گیگو مازینو و جووانی پتروچی اشاره کرد.